# Mistrzostwa Europy w Wioślarstwie 2007 – dwójka podwójna wagi lekkiej mężczyzn
Dwójka podwójna wagi lekkiej mężczyzn (LM2x) – konkurencja rozgrywana podczas Mistrzostw Europy w Wioślarstwie 2007 w Poznaniu między 21 a 23 września.

## Terminarz
| Data             |            |
| ---------------- | ---------- |
| 21 września 2007 | Eliminacje |
| 21 września 2007 | Repasaż    |
| 22 września 2007 | Półfinały  |
| 23 września 2007 | Finał C    |
| 23 września 2007 | Finał B    |
| 23 września 2007 | Finał A    |

## Wyniki

### Eliminacje
Trzy najlepsza pary z każdego biegu awansowały do półfinału. Pozostałe dwójki automatycznie zostały zakwalifikowane do repasaży.

#### Bieg 1
| Pozycja | Zawodnik                                     | Kraj            | Czas    | Uwagi |
| ------- | -------------------------------------------- | --------------- | ------- | ----- |
| 1.      | Zsolt Hirling Tamás Varga                    | Węgry           | 6:43,49 | Q     |
| 2.      | Moritz Koch Christoph Schregel               | Niemcy          | 6:46,57 | Q     |
| 3.      | Adam Freeman-Pask Alasdair Leighton-Crawford | Wielka Brytania | 6:50,10 | Q     |
| 4.      | Maksym Kuzniecow Walerij Czykyrynda          | Ukraina         | 6:54,25 |       |
| 5.      | Caine Robles Andrew Gordon                   | Gibraltar       | 6:59,32 |       |

#### Bieg 2
| Pozycja | Zawodnik                           | Kraj     | Czas    | Uwagi |
| ------- | ---------------------------------- | -------- | ------- | ----- |
| 1.      | Jan Vetešník Ondřej Vetešník       | Czechy   | 6:40,19 | Q     |
| 2.      | Brice Menet Pierre-Etienne Pollez  | Francja  | 6:42,20 | Q     |
| 3.      | Artur Jasiukiewicz Jauhien Celapun | Białoruś | 7:00,61 | Q     |
| 4.      | Michał Rychlicki Tomasz Mrozowicz  | Polska   | 7:33,48 |       |

#### Bieg 3
| Pozycja | Zawodnik                           | Kraj     | Czas    | Uwagi |
| ------- | ---------------------------------- | -------- | ------- | ----- |
| 1.      | Dimitris Mujos Wasilis Polimeros   | Grecja   | 6:45,04 | Q     |
| 2.      | Kristoffer Brun Are Strandli       | Norwegia | 6:50,06 | Q     |
| 3.      | Andreas Rambøl Christian Nielsen   | Dania    | 6:52,68 | Q     |
| 4.      | Stanislav Gajdošík Martin Verdonič | Słowacja | 7:06,79 |       |

### Repasaż
Do półfinału awansowały trzy najlepsze osady repasażu. Pozostała dwójka wzięła udział w finale C.
| Pozycja | Zawodnik                            | Kraj      | Czas    | Uwagi |
| ------- | ----------------------------------- | --------- | ------- | ----- |
| 1.      | Michał Rychlicki Tomasz Mrozowicz   | Polska    | 6:56,67 | Q     |
| 2.      | Maksym Kuzniecow Walerij Czykyrynda | Ukraina   | 6:57,07 | Q     |
| 3.      | Stanislav Gajdošík Martin Verdonič  | Słowacja  | 6:59,90 | Q     |
| 4.      | Caine Robles Andrew Gordon          | Gibraltar | 7:02,46 |       |

### Półfinały
Trzy pierwszych dwójki z każdego półfinału awansowały do głównego finału, pozostałe osady wzięły udział w finale B.

#### Półfinał 1
| Pozycja | Zawodnik                                     | Kraj            | Czas    | Uwagi |
| ------- | -------------------------------------------- | --------------- | ------- | ----- |
| 1.      | Zsolt Hirling Tamás Varga                    | Węgry           | 6:35,82 | Q     |
| 2.      | Jan Vetešník Ondřej Vetešník                 | Czechy          | 6:38,82 | Q     |
| 3.      | Artur Jasiukiewicz Jauhien Celapun           | Białoruś        | 6:42,00 | Q     |
| 4.      | Kristoffer Brun Are Strandli                 | Norwegia        | 6:42,69 |       |
| 5.      | Adam Freeman-Pask Alasdair Leighton-Crawford | Wielka Brytania | 6:49,13 |       |
| 6.      | Stanislav Gajdošík Martin Verdonič           | Słowacja        | 7:04,39 |       |

#### Półfinał 2
| Pozycja | Zawodnik                            | Kraj    | Czas    | Uwagi |
| ------- | ----------------------------------- | ------- | ------- | ----- |
| 1.      | Dimitris Mujos Wasilis Polimeros    | Grecja  | 6:37,79 | Q     |
| 2.      | Brice Menet Pierre-Etienne Pollez   | Francja | 6:41,33 | Q     |
| 3.      | Moritz Koch Christoph Schregel      | Niemcy  | 6:43,92 | Q     |
| 4.      | Andreas Rambøl Christian Nielsen    | Dania   | 6:46,99 |       |
| 5.      | Maksym Kuzniecow Walerij Czykyrynda | Ukraina | 6:56,07 |       |
| 6.      | Michał Rychlicki Tomasz Mrozowicz   | Polska  | 7:00,47 |       |

### Finały

#### Finał C
| Pozycja | Zawodnik                   | Kraj      | Czas |
| ------- | -------------------------- | --------- | ---- |
| 1.      | Caine Robles Andrew Gordon | Gibraltar |      |

#### Finał B
| Pozycja | Zawodnik                                     | Kraj            | Czas    |
| ------- | -------------------------------------------- | --------------- | ------- |
| 1.      | Adam Freeman-Pask Alasdair Leighton-Crawford | Wielka Brytania | 6:50,48 |
| 2.      | Andreas Rambøl Christian Nielsen             | Dania           | 6:51,23 |
| 3.      | Kristoffer Brun Are Strandli                 | Norwegia        | 6:54,09 |
| 4.      | Michał Rychlicki Tomasz Mrozowicz            | Polska          | 6:57,97 |
| 5.      | Maksym Kuzniecow Walerij Czykyrynda          | Ukraina         | 6:58,98 |
| 6.      | Stanislav Gajdošík Martin Verdonič           | Słowacja        | 7:08,88 |

#### Finał A
| Pozycja | Zawodnik                           | Kraj     | Czas    | Uwagi  |
| ------- | ---------------------------------- | -------- | ------- | ------ |
| 1.      | Zsolt Hirling Tamás Varga          | Węgry    | 6:36,99 | złoto  |
| 2.      | Dimitris Mujos Wasilis Polimeros   | Grecja   | 6:39,26 | srebro |
| 3.      | Jan Vetešník Ondřej Vetešník       | Czechy   | 6:45,75 | brąz   |
| 4.      | Brice Menet Pierre-Etienne Pollez  | Francja  | 6:49,70 |        |
| 5.      | Moritz Koch Christoph Schregel     | Niemcy   | 6:54,03 |        |
| 6.      | Artur Jasiukiewicz Jauhien Celapun | Białoruś | 7:03,59 |        |